# Castalius ulyssides
Castalius ulyssides är en fjärilsart som beskrevs av Grose-smith 1895. Castalius ulyssides ingår i släktet Castalius och familjen juvelvingar. Inga underarter finns listade i Catalogue of Life.